# Ting-si
Ting-si (čínsky 定西, pchin-jinem Dìngxī) je městská prefektura v Čínské lidové republice. Patří k provincii Kan-su a leží 98 kilometrů na východ od Lan-čou, hlavního města provincie. Teče přes ni Wej-che, přítok Žluté řeky.
Rozloha prefektury je 20 300 čtverečních kilometrů a v roce 2000 zde žily bezmála tři miliony obyvatel.

## Administrativní členění
Městská prefektura Ting-si se člení na sedm celků okresní úrovně, a sice jeden městský obvod a šest okresů.
| městský obvod · An-ting okres · Lin-tchao okres · Lung-si okres · Čang okres · Min okres · Wej-jüan okres · Tchung-wej |        |                       |                    |                                  |
| Název | Název  | Počet obyvatel (2020) | Rozloha km² (2020) | Hustota zalidnění (obyv. na km²) |
| český přepis | znaky  | Počet obyvatel (2020) | Rozloha km² (2020) | Hustota zalidnění (obyv. na km²) |
| Městský obvod |        |                       |                    |                                  |
| An-ting | 安定区 | 422 383               | 3 645              | 116                              |
| Okresy |        |                       |                    |                                  |
| Tchung-wej | 通渭县 | 323 648               | 2 909              | 111                              |
| Lung-si | 陇西县 | 427 373               | 2 406              | 178                              |
| Wej-jüan | 渭源县 | 277 608               | 2 052              | 135                              |
| Lin-tchao | 临洮县 | 480 149               | 2 855              | 168                              |
| Čang | 漳县   | 167 309               | 2 165              | 77                               |
| Min | 岷县   | 425 627               | 3 573              | 119                              |
| |        |                       |                    |                                  |
| Celkem | Celkem | 2 524 097             | 19 610             | 129                              |